# Massaker von Nogeun-ri
Bei dem Massaker von Nogeun-ri starben Ende Juli 1950 während des Koreakrieges hunderte koreanische Flüchtlinge durch den gezielten Beschuss durch US-amerikanische Truppen in der Nähe des Dorfes Nogeun-ri, Hwanggan-myeon, Yeongdong-gun, Chungcheongbuk-do. Nach bisherigen offiziellen Angaben sollte es sich hierbei um ein Versehen gehandelt haben, doch nach neueren Erkenntnissen besteht die Möglichkeit, dass auf Befehl geschossen wurde und es sich um ein Kriegsverbrechen der USA handeln könnte. Für die Artikel über das Massaker haben die Autoren Sang-Hun Choe, Charles J. Hanley und Martha Mendoza von Associated Press den Pulitzer-Preis erhalten.

## Vorgeschichte
Am 25. Juni 1950 überschritt die nordkoreanische Armee die Demarkationslinie am 38. Breitengrad und löste so den Koreakrieg aus. Innerhalb von vier Tagen hatte sie die südkoreanische Hauptstadt Seoul eingenommen und stieß rasch zur südlichen Hafenstadt Busan vor. Die Vereinigten Staaten hatten bereits vor der Landung bei Incheon Truppen nach Korea verlegt, die zunächst aber ebenfalls den Vorstoß der Nordkoreaner nicht aufhalten konnten.

## Verlauf
Am 26. Juli 1950 verschanzte sich ein Bataillon des 7. US-Kavallerie-Regiments bei Nogeun-ri. Auf der Flucht vor den nachrückenden nordkoreanischen Truppen erreichten auch 500 bis 600 Bewohner der umliegenden Dörfer die Stellung. Dort wurden sie zum Verlassen der Straße aufgefordert und gerieten plötzlich unter das Feuer von US-Kampfflugzeugen. Dabei kamen nach koreanischen Augenzeugenberichten schon etwa hundert Menschen ums Leben, ohne dass die amerikanischen Bodentruppen eingriffen. Nach dem Angriff flüchteten die Überlebenden unter eine nahe gelegene Eisenbahnbrücke, wurden aber von den Bodentruppen weiter unter Beschuss genommen. Selbst nachts wurde auf die Flüchtlinge geschossen, nachdem man Scheinwerfer auf sie gerichtet hatte.

## Opfer
Die Gesamtzahl der Opfer bei Nogeun-ri wird von koreanischen Zeugen auf etwa 400 beziffert. Damit wäre es nach dem Massaker von My Lai das zweitgrößte bekannte Massaker und Kriegsverbrechen, das US-Truppen nach dem Zweiten Weltkrieg an Zivilisten begingen.

## Verfilmung
Das Massaker wurde verfilmt durch die Independentproduktion Soldaten der Apokalypse – A Little Pond, die 2009 auf dem Busan International Film Festival ihre Premiere feierte.